# Liga Premier de Kazajistán 2021
La Liga Premier 2021 fue la 30.ª temporada de la Liga Premier de Kazajistán. La temporada comenzó el 13 de marzo y finalizó el 30 de octubre. El Kairat fue el campeón defensor.

## Formato
Los catorce equipos participantes jugaron entre sí todos contra todos dos veces totalizando 26 partidos cada uno, al término de la fecha 26 el primer clasificado se coronó campeón y clasificó a la primera ronda de la Liga de Campeones 2022-23, mientras que el segundo y el tercer clasificado obtuvieron un cupo para la segunda ronda de la Liga de Conferencia Europa 2022-23. Por otro lado los dos últimos clasificados descendieron la Primera División de Kazajistán 2022.
Un tercer cupo para la segunda ronda de la Liga de Conferencia Europa 2022-23 fue asignado al campeón de la Copa de Kazajistán.

## Ascensos y descensos
| Pos. | Descendidos de la Liga Premier 2020 |
| ---- | ----------------------------------- |
| 11.º | Okzhetpes                           |
| 12.º | Irtysh                              |

| Pos.          | Ascendidos de la Primera División de Kazajistán 2020 |
| ------------- | ---------------------------------------------------- |
| 1.º (Grupo 1) | Aktobe                                               |
| 1.º (Grupo 2) | Atyrau                                               |
| 2.º (Grupo 1) | Turan                                                |
| 3.º (Grupo 2) | Akzhayik                                             |

## Información de los equipos
| Club          | Ciudad      | Estadio                        | Capacidad |
| ------------- | ----------- | ------------------------------ | --------- |
| FC Aktobe     | Aktobe      | Aktobe Central Stadium         | 13.200    |
| FC Akzhayik   | Oral        | Petr Atoyan Stadium            | 8.320     |
| FK Astaná     | Nur-sultán  | Astana Arena                   | 30.000    |
| FC Atyrau     | Atyrau      | Munaishy Stadium               | 8.690     |
| FC Caspiy     | Aktau       | Zhastar Stadium                | 5.000     |
| FC Kairat     | Almaty      | Estadio Central Almaty         | 25.057    |
| FC Kaisar     | Kyzylorda   | Gany Muratbayev Stadium        | 7.500     |
| Kyzyl-Zhar SK | Petropavl   | Karasai Stadium                | 11.000    |
| FC Ordabasy   | Shymkent    | Estadio Kazhymukan Munaitpasov | 20.000    |
| FC Shakhter   | Karaganda   | Estadio Shahter                | 20.000    |
| FC Taraz      | Taraz       | Ortalıq Stadion                | 11.525    |
| FC Tobol      | Kostanái    | Estadio Central de Kostanay    | 10.500    |
| FC Turan      | Turkestan   | Turkistan Arena                | 7.000     |
| FC Zhetysu    | Taldykorgan | Zhetysu Stadium                | 4.000     |

## Tabla de posiciones
| Pos. | Equipo             | Pts. | PJ | G  | E  | P  | GF | GC | Dif. | Clasificación 2022–23                       |
| ---- | ------------------ | ---- | -- | -- | -- | -- | -- | -- | ---- | ------------------------------------------- |
| 1    | Tobol (C)          | 61   | 26 | 18 | 7  | 1  | 54 | 18 | +36  | Primera ronda de la Liga de Campeones       |
| 2    | Astaná             | 57   | 26 | 17 | 6  | 3  | 53 | 25 | +28  | Segunda ronda de Liga de Conferencia Europa |
| 3    | Kairat             | 51   | 26 | 14 | 9  | 3  | 52 | 21 | +31  | Segunda ronda de Liga de Conferencia Europa |
| 4    | Kyzylzhar          | 39   | 26 | 11 | 6  | 9  | 32 | 24 | +8   |                                             |
| 5    | Ordabasy           | 38   | 26 | 10 | 8  | 8  | 36 | 35 | +1   |                                             |
| 6    | Aktobe             | 33   | 26 | 9  | 6  | 11 | 35 | 40 | −5   |                                             |
| 7    | Shakhter Karagandá | 33   | 26 | 9  | 6  | 11 | 25 | 34 | −9   |                                             |
| 8    | Caspiy             | 32   | 26 | 8  | 8  | 10 | 28 | 22 | +6   |                                             |
| 9    | Akzhayik           | 32   | 26 | 9  | 5  | 12 | 25 | 31 | −6   |                                             |
| 10   | Taraz              | 29   | 26 | 7  | 8  | 11 | 27 | 34 | −7   |                                             |
| 11   | Atyrau             | 28   | 26 | 7  | 7  | 12 | 25 | 40 | −15  |                                             |
| 12   | Turan              | 26   | 26 | 5  | 11 | 10 | 22 | 40 | −18  |                                             |
| 13   | Kaisar (D)         | 19   | 26 | 4  | 7  | 15 | 24 | 44 | −20  | Descenso a Primera División 2022            |
| 14   | Zhetysu (D)        | 16   | 26 | 5  | 4  | 17 | 23 | 47 | −24  | Descenso a Primera División 2022            |

 Fuente: Soccerway, PFLK
Notas:
1. 1 2  Shakhter Karagandá y Zhetysu fueron sancionados con la reducción de tres puntos el 10 de marzo, debido a la indisponibilidad de su estadio de reserva para el partido de la segunda jornada aunque al Shakhter Karagandá se le adicionó tres puntos.[1]

## Resultados
| Local \ Visitante  | AKT | AKZ | AST | ATY | CAS | KRT | KSR | KYZ | ORD | SHA | TAR | TOB | TUR | ZHE |
| ------------------ | --- | --- | --- | --- | --- | --- | --- | --- | --- | --- | --- | --- | --- | --- |
| Aktobe             |     | 2–1 | 0–2 | 1–0 | 1–5 | 1–2 | 1–1 | 1–1 | 4–4 | 0–3 | 0–0 | 1–1 | 0–2 | 2–0 |
| Akzhayik           | 1–0 |     | 0–1 | 1–0 | 0–3 | 1–0 | 1–1 | 0–1 | 0–1 | 1–1 | 3–0 | 0–2 | 1–1 | 3–2 |
| Astaná             | 2–1 | 1–0 |     | 6–2 | 2–0 | 1–1 | 2–0 | 3–1 | 0–2 | 4–3 | 3–0 | 1–1 | 1–1 | 1–0 |
| Atyrau             | 1–3 | 2–0 | 0–2 |     | 2–1 | 1–0 | 1–1 | 0–0 | 0–0 | 0–1 | 1–0 | 0–1 | 2–2 | 2–2 |
| Caspiy             | 1–1 | 2–2 | 2–2 | 2–1 |     | 1–1 | 2–4 | 1–2 | 0–0 | 3–0 | 1–0 | 2–1 | 0–0 | 2–0 |
| Kairat             | 4–2 | 3–1 | 1–0 | 5–0 | 5–1 |     | 1–0 | 1–0 | 3–0 | 1–1 | 2–2 | 2–2 | 5–1 | 2–0 |
| Kaisar             | 0–2 | 0–1 | 2–5 | 1–1 | 2–1 | 0–3 |     | 1–2 | 1–0 | 1–2 | 2–3 | 1–3 | 0–0 | 0–1 |
| Kyzyl-Zhar         | 1–2 | 0–1 | 3–2 | 0–1 | 2–0 | 1–1 | 2–0 |     | 3–2 | 2–0 | 2–2 | 0–2 | 0–1 | 3–0 |
| Ordabasy           | 0–1 | 2–1 | 1–4 | 2–1 | 1–1 | 2–1 | 4–2 | 0–5 |     | 0–0 | 1–1 | 1–1 | 0–1 | 3–0 |
| Shakhter Karagandá | 1–0 | 1–2 | 0–1 | 3–1 | 1–0 | 1–1 | 1–1 | 0–1 | 0–2 |     | 1–0 | 0–3 | 0–1 | 3–1 |
| Taraz              | 3–1 | 1–0 | 0–1 | 2–2 | 1–0 | 0–2 | 1–2 | 0–0 | 1–2 | 4–0 |     | 0–0 | 1–1 | 2–3 |
| Tobol              | 2–1 | 2–0 | 1–1 | 2–0 | 2–1 | 2–2 | 1–0 | 2–0 | 3–1 | 4–1 | 3–0 |     | 5–0 | 2–1 |
| Turan              | 1–2 | 0–2 | 2–2 | 1–2 | 2–2 | 0–3 | 1–1 | 1–0 | 1–1 | 0–0 | 0–1 | 2–4 |     | 0–2 |
| Zhetysu            | 1–5 | 2–2 | 1–3 | 1–2 | 0–1 | 0–0 | 2–0 | 0–0 | 0–4 | 0–1 | 1–2 | 0–2 | 3–0 |     |